# Jugoslovanske tajne službe (serija)
Jugoslovanske tajne službe je hrvaška 10-delna igrano-dokumentarna serija, režiserja Miljenka Maljasa, ki govori o nastanku in delovanju jugoslovanskih tajnih služb, OZNE, UDBE in KOS.       
Prva epizoda serije je bila premierno predvajana na HRT-kanalu, 2. aprila 2012.

## Vsebina
Serija govori o nastanku in delovanju jugoslovanskih tajnih služb, OZNE, UDBE in KOS. Serija razkriva še neobjavljene podrobnosti delovanja tajnih služb, ki so se zgledovale po Stalinovi politični policiji. Metode zasledovanja, mučenja, lažna pričanja, montirani procesi, usmrtitve brez sojenja, nezakonite aretacije in Titova obsedenost s tajnimi službami. Vse to so bile značilnosti jugoslovanskih tajnih služb. Samo na Hrvaškem je obstajalo dva milijona dosjejev o nadzoru državljanov, en agent tajne službe jih je nadziral deset.

## Snemanje
Serijo sta režirala Miljenko Maljas in Miroslav Rezić, sceniral pa Andrej Rora. Pri snemanju je sodelovalo več kot 70 sogovornikov, tako zgodovinarjev (vključno z slovenskim zgodovinarjem Jožetom Dežmanom) kot publicistov, pa tudi neposrednih udeležencev dogodka - od šefov, agentov in zaposlencev tajnih služb ter tudi od partijskih močnikov do preživelih in družinskih članov žrtev.

## Vloge
- Goran Navojec kot Vjekoslav Luburić
- Goran Grgić kot Alojzije Stepinac
- Željko Vukmirica kot Tito (starejši)
- Boris Svrtan kot Tito (mlajši)
- Jan Kerekeš kot Jovo Kapičić
- Ljubo Kerekes kot Andrija Hebrang
- Dušan Bučan kot Aleksandar Ranković
- Zoran Kelava kot Franjo Goreta
- Ivica Pucar kot Sreten Žujović
- Zlatko Ožbolt kot Dobroslav Čulafić
- Saša Buneta kot Srđan Andrejević
- Alen Šalinović kot visoki funkcionar UDBE
- Duško Modrinić kot Milovan Đilas
- Ivan Đuričić kot Ivo Lola Ribar
- Ante Krstulović kot Edvard Kardelj
- Robert Stunuković kot Ivan Prusac

## Epizode

### 1. del: Stalinovi učenci
Josip Broz izvede obveščevalno obrt v Moskvi in subvencira v španski državljanski vojni. S pomočjo sovjetskih tajnih služb je prebije do vrha komunistične partije ter z obtožbami, pretiravanjem in likvidacijami izloči vse svoje tekmece. Po zgledu NKVD, velike Stalinove politične policije, Tito 13. maja 1944 v jami v Drvarju v Bosni in Hercegovini ustanovi OZNO, partizansko tajno službo. Glavna naloga je razširiti sezname tako imenovanih sovražnikov ljudstva, cilj pa je povojni obračun s čim več disidenti. Na tisti seji partizanskega vrhovnega štaba sovjetski generali maršala Tita ponovno učijo najpomembnejšega pravila za vzpostavitev in utrjevanje komunistične oblasti – brez usmiljenja! 

### 2. del: Krvave sledi svobode
Konec leta 1944 Rdeča armada pripelje Tita v Srbijo, od koder se odpravi na pohod po preostali okupirani Jugoslaviji. Za konsolidacijo komunistične oblasti partizanska tajna služba OZNA dobi nalogo – kot je zapisano v enem ukazu – iztrebiti sovražnike ljudstva, tako resnične kot potencialne. In po takratnih merilih je lahko to vsak, ki ni šel v partizane. Prvi so na udaru pripadniki nemške manjšine, večinoma stari ljudje, ženske in šibki. Življenje jih izgubi okoli 60.000, med njimi 26.000 žensk in 6.000 otrok, mlajših od 14 let. Potem, ko Britanci na avstrijski meji izročijo bežajoče slovenske, hrvaške, srbske, bosanke, črnogorske in makedonske civiliste ter slovenske in hrvaške domobrance z Bleiburga nazaj v Jugoslavijo, se nadaljujejo načrtovane množične usmrtitve brez sojenja, večinoma po Sloveniji.

### 3. del: Obračun s sovražniki ljudstva
Po množičnih pobojih civilistov, domobrancev in vojnih ujetnikov se OZNA in KNOJ podata v boj s tako imenovanimi sovražniki ljudstva – političnimi nasprotniki, Cerkvijo, svobodomiselnimi intelektualci, vsi postanejo njihovi sovražniki. V tej epizodi teolog Monsinjor Juraj Batelja prvič prebere dokumente, ki dokazujejo, kdo in kako je pripravljal »čistko« nadškofa Stepinca. Razkrije,da je UDBA sistematično zastrupila in ubila nadškofa. Tajne službe ponarejujejo zdravstvene kartoteke, zato se Stepinac zdravi zaradi ene bolezni, zboli pa za drugo. Hkrati se začnejo prve likvidacije izseljencev. Tajne službe zaprejo člane HSS, nato pa obračunajo s svojimi predstavniki v vladi. Ministra Ivan Šubašić in Juraj Šutej težko izstopita iz svojih političnih položajev, UDBA pa ju načrtno nadzoruje vse do konca življenja.  

### 4. del: Gverilska past
Jugoslovanske tajne službe se soočijo s štirimi večjimi akcijami. Četniški vodje Draža Mihailović s potrpežljivo pripravljeno akcijo najprej pade v past. Izda ga najožji sodelavec. Na Hrvaško je pripeljanih 19 gverilskih skupin z namenom strmoglaviti komunizem. S spektakularno akcijo jih UDBA vse ujame. V akciji s kodnim imenom 10. april, torej Guardian, ima prste vmes tudi britanska obveščevalna služba, gverile pa izda soborec, ustaški častnik Ljubo Miloš. Večina Kavranove skupine je pobitih med zaslišanji ali streljanjem. Nekaj preživelih pozneje trdi, da so podpisali vse, kar se je od njih zahtevalo, saj takšnega mučenja nihče ni prenesel. Notranji minister NDH Mate Frković se trikrat izogne svoji smrti. Eden pove, da je imel srečo, drugi pa prejmejo pravočasne informacije. Jugoslovanske tajne službe nato začnejo iskati ustaškega vodjo Anteja Pavelića vse od konca druge svetovne vojne. Ko ga dobijo, je atentat nanj izveden šele v poznih petdesetih letih.  

### 5. del: Udarec v Titovi pesti
UDBA je naša usoda! V tej epizodi nekdanji visoki agent Udbe Ilija Stanić (sicer osumljen umora Maksa Luburića) ekskluzivno razkriva, kako je srbska tajna služba po Titovem ukazu likvidirala hrvaškega komunističnega voditelja Andrija Hebranga, lažno obtoženega, da je sovjetski, gestapovski in ustaški vohun. Ker ni bilo dokazov, režimu ni bilo dovoljeno tvegati sojenja. Potem, ko je prvotni načrt zastrupitve zavrnjen, Hebranga zadavijo z vojaškim pasom, likvidacijo pa predstavijo kot samomor z obešanjem. Sogovornik trdi, da je bilo truplo žrtve najverjetneje zažgano ... Tito se osvobodi iz Stalinovega nadzora, Jugoslaviji podelil samostojni status, a je Resolucijo Informbiroja (spor s Stalinom leta 1948) pospremi obračun z vsemi nasprotniki – resničnimi in potencialnimi. Več kot 80 odstotkov pridržanih prispe na Goli otok brez dokazov in sodbe - po presoji tajne službe. Sogovornik Alfred Pal, ki je dvojni pripornik taborišča na Golem otoku, trdi, da so imeli agenti Udbe denarni prihranek za število ljudi, ki bi jih poslali v koncentracijsko taborišče. Na Golem otoku UDBA načrtuje, izvajala in nadzoruje kanibalistični zaporniški sistem brez primere. Zaporniki svoje delo na otoku opravijo tako, da se med seboj pobijajo. 

### 6. del: Revolucija poje svoje otroke
V šesti epizodi se predvajajo posnetki štiridesetletnega skritega pričevanja agenta Udbe, Ilije Stanića, svojim šefom o tem, kako mu je v Španiji uspelo ubiti poveljnika ustaškega generala Vjekoslava Maksa Luburića. Najprej je žrtev zastrupil, nato pa ji je s kladivom in utego odtrgal glavo. Ekipa JTZ je Stanića soočila s kompromitujočim posnetkom. V svoji izpovedi, ki jo je podala neposredno v našo kamero, trdi, da je sodeloval pri zločinu, a ga ni neposredno zagrešil. In pred Udbo je, še trdi, prevzel vso odgovornost, da je dobil stanovanje, stalno službo in pobesnel avto! Epizoda prikazuje tudi, kako je hrvaška protiobveščevalna služba pod vodstvom Ivana 'Steva' Krajačića pomagala Titu odpraviti najnevarnejšega tekmeca - srbskega centralista in unitarista Aleksandra 'Leka' Rankovića, vladarja močne Udbe, ki je nadzirala približno dva milijona jugoslovanskih državljanov. Večina analitikov obveščevalnih služb, tudi slovenskih, meni, da je bil Ranković obtožen prisluškovanja "največjemu sinu njihovih narodov in narodnosti". 

### 7. del: Oko za oko
V samo petih letih, od likvidacije Rankovića do hrvaške pomladi, so jugoslovanske tajne službe v tujini usmrtile 22 političnih emigrantov. Tudi politična emigracija ni mirovala. Udbini agenti Franja Goreja prepričajo, da ubije štiri voditelje najnevarnejše emigrantske organizacije Hrvaške revolucionarne bratovščine - HRB. Namesto tega Goreta likvidira jugoslovanskega konzula Savota Milovanovića, ki je postal stalna trača UDBE. Sedma epizoda prinaša Goretino izpoved. Mlajša Nemka, sodelavka Udbe, pripelje člana HRB Marijana Šimundića in ga zvabi v samoto, kjer ga ubije morilec UDBE. Krvnik in Udbin agent sta nemoteno živela v Jugoslaviji. Nemka je bila aretirana približno 15 let pozneje, ko je vstopila v Nemčijo, in obsojena na več let zapora. Epizoda prinaša rekonstrukcijo likvidacije na podlagi sodbe sodišča. Rev. Krunoslav Draganović je imel prijatelje med številnimi vplivnimi politiki in obveščevalci po svetu, a tudi ogromno gradiva o povojnih partizanskih zločinih nad slovenskimi in hrvaškimi ujetniki. Ko se je odločil izdati knjigo, so ga ugrabili in pripeljali v Jugoslavijo ter zaprli. UDBA ga je nadzorovala do njegove smrti leta 1982 v Sarajevu. Dva hrvaška emigranta, ki sta nadaljevala Draganovićevo delo, nista imela njegove sreče - UDBA ju je likvidirala, Nikico Martinovića leta 1975 v Celovcu in Iva Bogdana leta 1981 v Buenos Airesu. 

### 8. del: Gverilske skupine v Jugoslaviji
V šestdesetih in sedemdesetih letih 20. stoletja hrvaška revolucionarna bratovščina (HRB), tajna organizacija v tujini, v Jugoslaviji uvede tri teroristične in gverilske skupine. Še danes širša javnost o tem ne ve skoraj nič. Skupina Fenix je bila ustanovljena leta 1972 in se je več kot mesec dni borila z jugoslovansko vojsko v gozdovih srednje Bosne in Hercegovine ter južne Hrvaške. Njen cilj je bil dvig upora hrvaškega naroda in osamosvojitev. 8. epizoda prinaša še nikoli prej povedano zgodbo o teh dejanjih. Rekonstrukcija temelji na intervjujih z okoli dvajsetimi udeleženci z obeh strani. Prvič pred kamerami spregovori vodja HRB Jure Marić. Preprečiti akcije, kot njeni neposredni posledici, je sledila vrsta likvidacije doma in v tujini. 

### 9. del: Preurejena samostalnost
Po Titovem ukazu je ključno vlogo pri zartju hrvaške pomladi odigrala Vojaška kontraobveščevalna služba (KOS). Obe akciji je operativno vodil isti Hrvat, Slavonec - general Ivan Mišković. V vili Weiss je kot takratni šef KOS-a v ozadju izdajal direktive, kako likvidirati študentsko gibanje in aretirati najvidnejše hrvaške študente (Čičak, Budiša, Dodig, Paradžik). Cilj je bil psihološko in propagandno pripraviti teren za nadaljnje represalije. Centralni komite Zveze komunistov Hrvaške je namreč ustanovil posebno ideološko komisijo, ki je odločala, kdo bo od pomladi šel v zapor ('maspokovci'), kdo bo ostal brez službe in koga - kot najlažjo kazen - bodo izključili iz partije. Takrat je bilo ubitih okoli 10.000 ljudi. Hkrati je jugoslovanski režim po zatrtju hrvaške pomladi okrepil svoj teror nad politično emigracijo. Samo med letoma 1972 in 1980 je Služba državne varnosti (prej UDBA) ubila 22 hrvaških emigrantov, med njimi tudi Bruna Bušića. Udbini agneti so za nagrado prejeli denar, luksuzne avtomobile, stalne službe, stanovanja, kavarne in celo hotele. 

### 10. del: In po Titu
Zadnja epizoda serije prinaša serijo prej skritih datotek o likvidaciji jugoslovanskih emigrantov, med drugim tudi direktorja Ine Stjepana Đurekovića: kako je Služba državne varnosti (bivša UDBA) učila agente, kako so se pripravljale akcije in kdo je, kar je najpomembnejše, odobril usmrtitev. Zamolčana sodba nemškega višjega sodišča v Münchnu pravi: 'Do Titove smrti leta 1980 je osebno sprejemal potrebne odločitve. Nato so bili likvidacijski ukazi zadolženi za nosilce političnih funkcij v nekaterih izvršilnih odborih Zveze komunistov poznejše SDP, na koncu serije pa se razkrije, kako je bil med državljansko vojno njihov prvi cilj: biti amnestiran za vsa prejšnja kazniva dejanja. Drugi cilj: zavzeti položaje v novem sistemu, ohraniti privilegije in vpliv na leve politične tokove ter tako oslabiti novoustanovljene in neodvisne države."